# Ivan Smirnov
Ivan Smirnov (rusky Иван Никитич Смирнов, 1881 Rjazaňská oblast – 25. srpna 1936 Moskva) byl bolševický revolucionář, sovětský politik a funkcionář Komunistické strany Sovětského svazu. Lenin jej nazýval „Svědomím strany.“[zdroj?]

## Raný život a politická kariéra
Narodil se v Rjazaňské oblasti v Carském Rusku, kde byl jeho otec rolníkem. Jeho rodina se po určité době přesunula do Moskvy. Brzy po té zemřel jeho otec a matka začala pracovat jako služka v domácnosti.
Smirnov prošel krátkým formálním vzděláním, po kterém si našel práci v místní továrně. V roce 1898 se připojil do Sociálnědemokratické dělnické strany. Následující rok byl zatčen a deportován na pět let na Sibiř. V roce 1900 se mu povedlo utéct a našel si práci v koželužně v Tveru.
Byl opakovaně zatýkán a v roce 1916 byl povolán do armády k záložnímu pluku v Tomsku. Odtud uprchl a začal organizovat stávky, které položily základ k Únorové revoluci. Během Ruské občanské války byl členem Páté armády. Podporoval Lva Davidoviče Trockého, což vedlo v roce 1922 k jeho odstavení od moci. Poté se stal aktivním členem Levé opozice, za což byl v roce 1927 vyloučen ze strany.

## Smrt
V roce 1934 byly na rozkaz nového šéfa NKVD Genricha Jagody zatčeni Ivan Smirnov, Lev Kameněv, Grigorij Zinovjev a třináct dalších osob. Všichni byli obviněni z účasti na spiknutí se Lvem Davidovičem Trockým. Cílem spiknutí bylo údajně „zabití Stalina a některých dalších stranických příslušníků.“
Ivan Smirnov byl shledán vinným a 25. srpna 1936 popraven.